# Ribeira Brava (ribeira)
A Ribeira Brava é uma ribeira da ilha da Madeira, que percorre o concelho de Ribeira Brava.